# ماري ليونارد
ماري ليونارد (بالإنجليزية: Mary Leonard)‏ هي محامية أمريكية، ولدت في 1845 في ألزاس في فرنسا، وتوفيت في 24 أكتوبر 1912 في بورتلاند في الولايات المتحدة.